# Sokołówka (gmina w województwie lwowskim)
Sokołówka – dawna gmina wiejska w powiecie bóbreckim województwa lwowskiego II Rzeczypospolitej. Siedzibą gminy była Sokołówka.
Gminę utworzono 1 sierpnia 1934 r. w ramach reformy na podstawie ustawy scaleniowej z dotychczasowych gmin wiejskich: Bryńce Cerkiewne, Bryńce Zagórne, Choderkowce, Czyżyce, Dziewiętniki, Jatwięgi, Kołohury, Mühlbach, Pietniczany, Sokołówka i Wybranówka.
Pod okupacją niemiecką w Polsce (GG) gminę zniesiono, włączając ją do nowo utworzonej gminy Wybranówka.
Po II wojnie światowej obszar gminy został odłączony od Polski i włączony do Ukraińskiej SRR.